# Europapalast

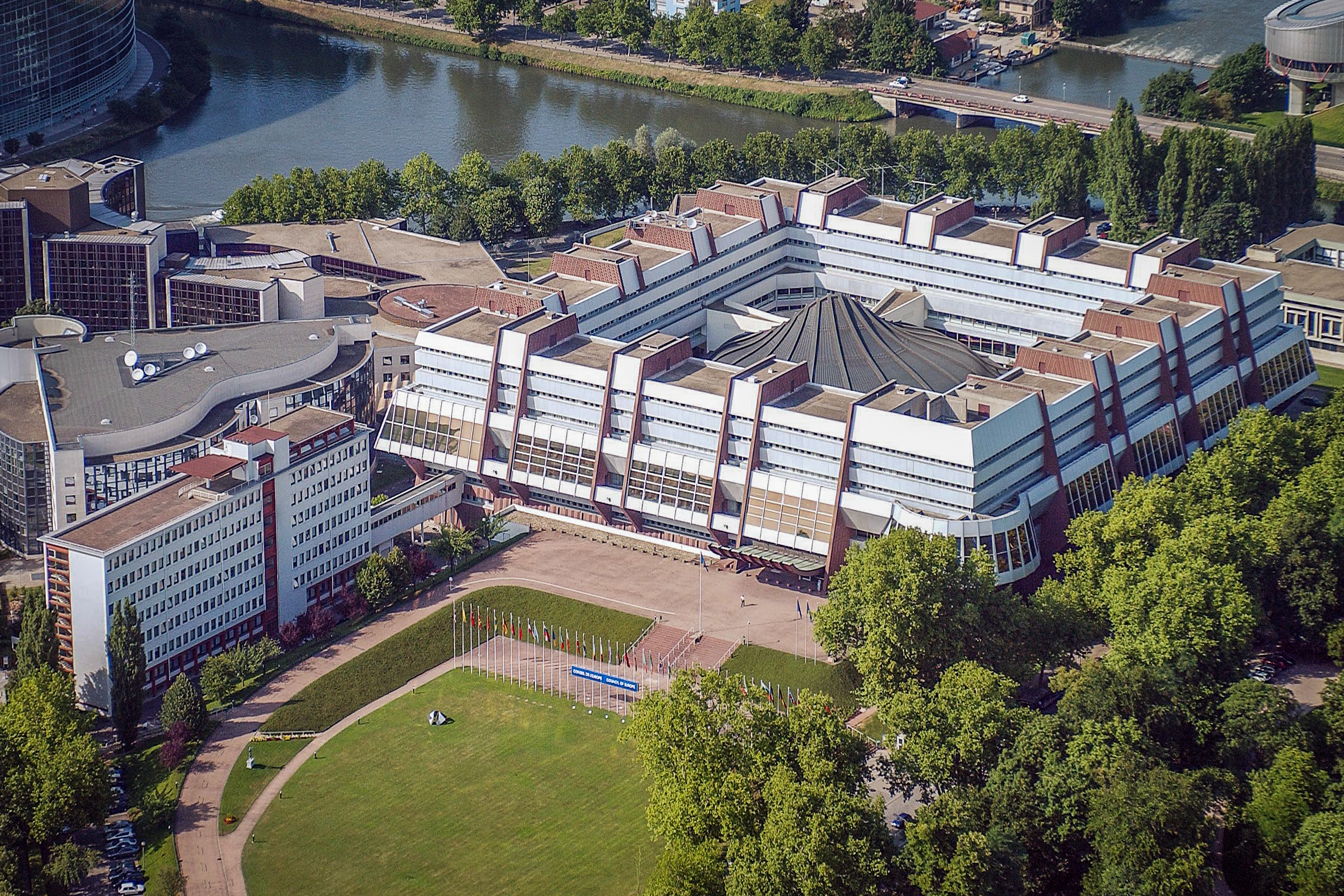
Blick von oben.

Der Europapalast (französisch Palais de l’Europe) ist der Sitz des Europarats in Straßburg. In ihm finden die Sitzungen des Ministerkomitees und der Parlamentarischen Versammlungen des Europarats statt. Er beherbergt außerdem einen Teil des Sekretariats des Europarats, einschließlich der Büros des Generalsekretärs. Von 1977 bis 1999 fanden hier auch die Plenarsitzungen des Europäischen Parlaments statt. Bis heute ist das Europäische Parlament durch einen Verbindungsgang mit dem Europapalast verbunden.
Das quadratische Gebäude (106 Meter breit, 38 Meter hoch) wurde von dem Architekten Henry Bernard entworfen und am 28. Januar 1977 eingeweiht. Als Vorgängerbau diente das 1950 eingeweihte Europahaus (Maison de l'Europe), das an der Stelle stand, an der heute der Rasen vor dem Europapalast liegt. Architekt des Europahauses war Bertrand Monnet. Europarat und Europäisches Parlament teilten sich dieses Gebäude seit 1952.
An der Stelle, wo heute der Europapalast steht, befand sich seit den 1930er Jahren ein Tenniscourt, der im Winter auch als Eisbahn diente. Der Parlamentssaal wird von einer transparenten Kuppel bedeckt und ähnelt einer gewaltigen Muschel.